# Juay
Juay es un corregimiento del distrito de San Félix en la provincia de Chiriquí, República de Panamá. La localidad tiene 654 habitantes (2010).